# Oczeret Tabernemontana
Oczeret Tabernemontana, sitowie Tabernemontana (Schoenoplectus tabernaemontani (C. C. Gmel.) Palla) – gatunek rośliny należący do rodziny ciborowatych (Cyperaceae). Zasięg obejmuje wszystkie kontynenty z wyjątkiem Antarktydy, poza tym nie jest spotykany w tropikalnej części Ameryki Południowej, na południowych krańcach Azji i w Afryce (z wyjątkiem jej krańców północnych). W Polsce występuje na całym niżu, ale nie jest pospolity.

## Morfologia

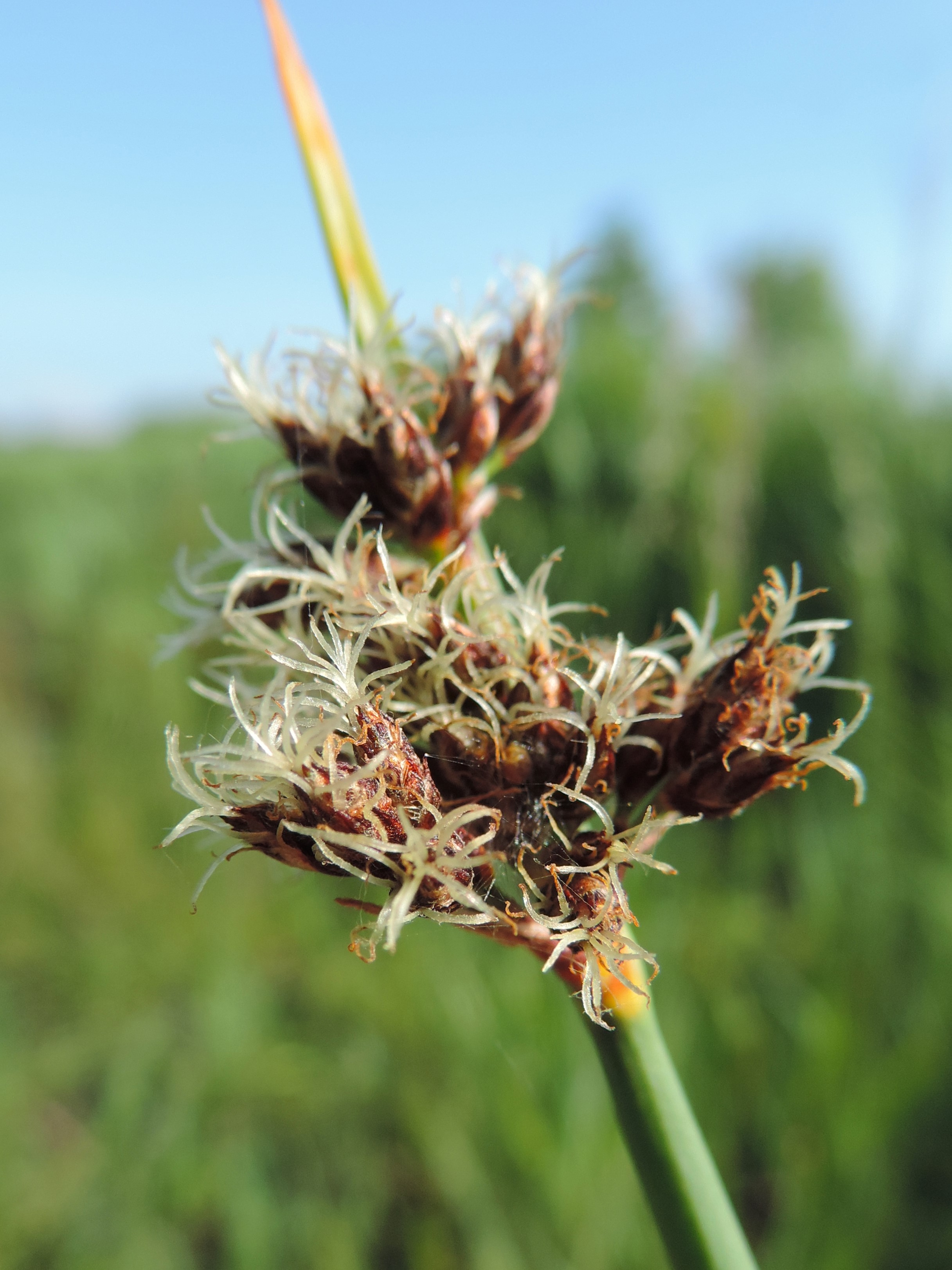
Kwiatostan

ŁodygaSinozielona, w dolnej części obła, w górnej części na przekroju tępotrójkątna, z jednej strony nieco wypukła, z drugiej bardziej płaska. Osiąga wysokość 0,3–1,5 m. Wytwarza kłącze.
LiściePochwy brunatne. Tylko 1–2 najwyższe liście posiadają blaszkę liściowa. Podsadka jest krótsza od kwiatostanu, przysadki ciemnobrunatne, szorstkie, nagie, a tylko na nerwie nieco owłosione.
KwiatyZebrane w rozrzutkę o 2–4 krótkich szypułkach. Na każdej z nich występują 1–3 bezszypułkowe kłosy. Okwiat ma 6 szczecin.
OwocPłaskosoczewkowaty o długości ok. 2–2,5 mm.

## Biologia i ekologia
Bylina, geofit, hydrofit. Kwitnie od lipca do sierpnia. Występuje nad brzegami jezior i zalewów, również w wodach słonawych. Gatunek charakterystyczny dla klasy (Cl.) Phragmitetea. Liczba chromosomów 2n= 42.

## Zmienność
W uprawie znany jest kultywar 'Zebrinus' o pędach żółto, poprzecznie prążkowanych. Odmiana ta zachowuje cechy tylko rozmnażana wegetatywnie.